# Robert Frederick Schilling
Robert Frederick Schilling (né le 19 janvier 1919 à Adell dans le Wisconsin et mort le 30 septembre 2014 à Madison dans le Wisconsin) est un hématologue américain, inventeur du test qui porte son nom.

## Biographie
Il fait ses études de médecine à l'Université du Wisconsin à Madison avant de travailler sous la direction de William Bosworth Castle en hématologie, à la Harvard Medical School sur le thème de l'anémie pernicieuse. Il mesure ainsi l’absorption digestive de la vitamine B12 en mesurant son excrétion urinaire après administration orale d'une forme radioactive de cette vitamine et saturation des sites de fixation par injection simultanée de vitamine B12. Cette mesure sera la base du test de Schilling. Il retourne en 1946 à Madison et devient professeur de médecine à l'université du Wisconsin en 1962.